# Moreton cum Alcumlow
Moreton cum Alcumlow est une paroisse civile anglaise située dans le comté de Cheshire. Son conseil paroissial est regroupé avec la paroisse civile voisine de Newbold Astbury.

## Histoire
Le manoir de Great Moreton Hall qui se trouve dans la paroisse est un monument historique du grade II*.